# كريستيان دوبيه (سياسي)
كريستيان دوبيه هو سياسي كندي، ولد في 3 أكتوبر 1956 في مدينة كيبك في كندا. نشط حزبياً في Coalition Avenir Québec ‏. وقد انتخب Minister of Health and Social Services ‏ (22 يونيو 2020 – ) وانتخب عضو الجمعية الوطنية في كيبك ‏ عن دائرة La Prairie (provincial electoral district) ‏ خلال فترته النيابية ‏ (16 أكتوبر 2018 – ) وانتخب عضو الجمعية الوطنية في كيبك ‏ عن دائرة Lévis (provincial electoral district) ‏ خلال فترته النيابية ‏ (18 سبتمبر 2012 – 15 أغسطس 2014).